# Vasily Ivanovich Tupikov
Vasily Ivanovich Tupikov (tiếng Nga: Василий Иванович Тупиков; 31 tháng 12 năm 1901, Kursk - 20 tháng 9 năm 1941, gần trang trại Dryukovshchina, Lokhvitsky, Poltava) là một tướng lĩnh Hồng quân Liên Xô, hàm Thiếu tướng (1940), Tùy viên quân sự Liên Xô tại Đức (tháng 12 năm 1940 - tháng 6 năm 1941), Tham mưu trưởng Phương diện quân Tây Nam (tháng 7 - tháng 9 năm 1941). Ông tử thương vào tháng 9 năm 1941 khi đang cùng đơn vị tìm cách phá vây ở gần Kiev.

## Tiểu sử
Ông sinh ngày 31 tháng 12 năm 1901 tại Kursk. Gia nhập Hồng quân từ năm 1922, tốt nghiệp khóa học "Vystrel" (Выстрел) năm 1926, Học viện quân sự Frunze năm 1933, thành viên của CPSU (b) từ năm 1921. Giai đoạn 1922-1925, ông là một ủy viên quân sự, sau đó chuyển sang làm chỉ huy cấp tiểu đoàn rồi trung đoàn. Từ năm 1937, ông là Tham mưu trưởng Quân đoàn súng trường 33, từ năm 1939, Tham mưu trưởng Quân khu Kharkov. Năm 1940, ông được thăng cấp bậc Thiếu tướng.
Từ tháng 12 năm 1940, ông được bổ nhiệm làm Tùy viên quân sự tại Đức. Làm việc tại Berlin và phân tích thông tin nhận được từ các tình báo viên, ông liên tục thông báo cho lãnh đạo Cục Tình báo về sự chuẩn bị của Đức cho các hoạt động quân sự chống Liên Xô. Vào tối muộn ngày 21 tháng 6 năm 1941, một chiếc máy bay của Aeroflot chở Tupikov trên máy bay đã bay thoát về Mosckva, mang theo tin tức về cuộc tấn công Liên Xô của Đức vào ngày hôm sau.

## Tham mưu trưởng Phương diện quân Tây Nam
Dù đạt được nhiều chiến quả ấn tượng, nhưng trước kháng cự ngoan cường của Hồng quân, chiến lược Blitzkrieg của quân Đức dần bị phá sản sau một tháng chiến đấu. Trên cả ba hướng, quân Đức đều không đạt được mục tiêu đề ra. Bộ Tổng tham mưu Hồng quân, đứng đầu bởi tướng Georgy Zhukov, đã nhận định chính xác hình thái chiến trường quân Đức không còn đủ sức duy trì sức tiến công trên cả ba hướng. Thay vào đó, quân Đức dự định sẽ tập kích vào hông và cánh phải của Phương diện quân Tây Nam đang giữ Kiev. Tướng Zhukov thậm chí còn đề xuất một kế hoạch táo bạo: điều quân trấn thủ phía Tây Moskva đến tăng cường cho Phương diện quân Trung tâm, rút phương diện quân Tây Nam khỏi Kiev, lui về phía Tây sông Dnepr để tránh bị bao vây, trong khi tập trung lực lượng của Phương diện quân Tây để tấn công vào chỗ lồi Yelnya nhằm xóa sổ nguy cơ quân Đức dùng bàn đạp này để đánh vào Moskva. Tuy nhiên, kế hoạch này đã bị Stalin bác bỏ và không chấp thuận cho rút khỏi Kiev.
Ngày 29 tháng 7 năm 1941, tướng Tupikov được bổ nhiệm làm Tham mưu trưởng Phương diện quân Tây Nam, chỉ huy quân đội chiến đấu trong các trận chiến phòng thủ khốc liệt chống lại lực lượng quân Đức vượt trội ở Hữu ngạn Ukraina. Việc Stalin bác bỏ rút khỏi Kiev đồng thời yêu cầu Phương diện quân Tây Nam phải cố thủ, vô tình làm mất đi khoảng thời gian quý báu để đưa lực lượng Hồng quân về phía sau, phá thế hợp vây của quân Đức. Trên thực tế, do thiếu chuẩn bị cho việc phòng thủ bên sườn của Phương diện quân Tây Nam, thiếu các đơn vị dự bị cơ động để ngăn chặn sự đột phá của quân Đức, thiếu nguồn cung cấp tiếp viện từ Stavka, mà Tư lệnh phương diện quân Mikhail Kirponos đã mất dần sự kiểm soát mặt trận.
Trong khi đó, dù bị điều động rời khỏi chức vụ Tổng tham mưu trưởng về làm Tư lện Phương diện quân Dự bị, tướng Zhukov kiên trì bảo vệ nhận định của mình. Ngày 19 tháng 8 năm 1941, khi phát hiện Cụm thiết giáp số 2 của Đức)chuyển hướng tấn công xuống phía Nam vào Glukhov, Chernigov, Konotop, Lokhvitsa, Zhukov đã gửi cho Stalin một bức điện dự báo quân Đức sẽ tập trung công kích sau lưng Phương diện quân Tây Nam, tiêu diệt phương diện quân này để xóa bỏ nguy cơ Cụm tập đoàn quân Trung tâm bị đánh thọc sườn, từ đó sẽ tấn công Donbass. Ông cũng cho rằng, khi các mục tiêu này hoàn thành, thì đại bộ phận lực lượng thiết giáp của Đức sẽ lại tập trung vào hướng Moskva. Vì vậy tướng Zhukov yêu cầu thành lập càng sớm càng tốt một cụm quân mạnh ở tuyến Glukhov, Chernigov, Konotop để ngăn chặn ý đồ bao vây Phương diện quân Tây Nam của quân Đức, đồng thời nhanh chóng đưa Phương diện quân Tây Nam về tuyến sau càng sớm càng tốt.
Dự báo của Zhukov tỏ ra hoàn toàn chính xác. Áp lực của quân Đức ngày càng đè nặng lên Phương diện quân Tây Nam. Ngày 14 tháng 9 năm 1941, lúc 3g25, tướng Tupikov đã gửi một bức điện báo cáo về cho Tổng tham mưu trưởng Bộ Tổng Tham mưu và Tham mưu trưởng Bộ Tổng Tư lệnh hướng Tây Nam, trong đó mô tả tình hình khó khăn của các lực lượng tiền phương của Phương diện quân trước mối đe dọa hợp vây của quân Đức. Kết thúc bức điện, ông đã trình bày ngắn ngọn về quan điểm của mình như sau: 
"Sự khởi đầu của một thảm họa - vấn đề sẽ diễn ra trong một vài ngày tới."
Đáp lại, một bức điện gửi từ Tổng tham mưu trưởng Boris Shaposhnikov, đã cáo buộc Tupikov gây hoang mang, đồng thời nhắc lại chỉ thị trực tiếp của Stalin yêu cầu Phương diện quân Tây Nam phải giữ vững Kiev. Không còn cách nào khác, cả Tư lệnh Mikhail Kirponos và tham mưu trưởng Vasily Tupikov đều buộc phải chấp hành.
Yêu cầu này trên thực tế là quá sức và không thể thực hiện được. Ngay ngày hôm sau, tại khu vực của Lokhvytsia, các đơn vị Đức thuộc Cụm thiết giáp số 2, tiến lên từ phía bắc, và Cụm thiết giáp số 1, đột nhập từ đầu cầu Kremenchuk, đã hội quân, khép chặt vòng vây giam hãm lực lượng Hồng quân Liên Xô, bao gồm các tập đoàn quân 5, 21, 26, 37 và một bộ phận của tập đoàn quân 38... Khi đó, Bộ Tổng Tư lệnh tối cao Liên Xô mới nhận ra tình hình bi đát, yêu cầu các Phương diện quân Trung tâm và Phương diện quân Bryansk lập tức tổ chức các cuộc phản kích vào quân Đức nhằm phá vỡ thế hợp vây, tạo điều kiện để rút Phương diện quân Tây Nam về tuyến sau. Tuy nhiên, do không đủ lực lượng, phương tiện, do sự thụ động của các Tư lệnh Fyodor Kuznetsov và Andrey Yeryomenko và do Stalin quyết định rút quân quá muộn; nên quân Đức với ưu thế binh lực vượt trội đã hợp vây và tiêu diệt Phương diện quân Tây Nam, chiếm Kiev. Các đơn vị của phương diện quân, phần lớn bị bao vây và một số lượng lớn binh sĩ và sĩ quan Liên Xô bị bắt. Bộ chỉ huy phương diện quân Tây Nam buộc phải rút dần cơ quan, cũng như các đơn vị còn lại về phía Tây Nam, dưới sự truy kích quyết liệt của quân Đức. Ngày 20 tháng 9 năm 1941, trong khi đột phá vòng vây đến khu rừng gần làng Dryukovshchina, quận Lokhvitsky, vùng Poltava, cả Tư lệnh Mikhail Kirponos và tham mưu trưởng Vasily Tupikov đều bị tử thương do hỏa lực của quân Đức. Nhiều sĩ quan khác bị bất tỉnh hoặc bị thương (bao gồm cả Thiếu tướng Mikhail Potapov, Tư lệnh Tập đoàn quân 5) đã bị bắt.
Sau chiến tranh, hài cốt của Thiếu tướng V.I. Tupikova đã được tìm thấy và được chôn cất tại Đài tưởng niệm Vinh quang vĩnh cửu Kiev. 

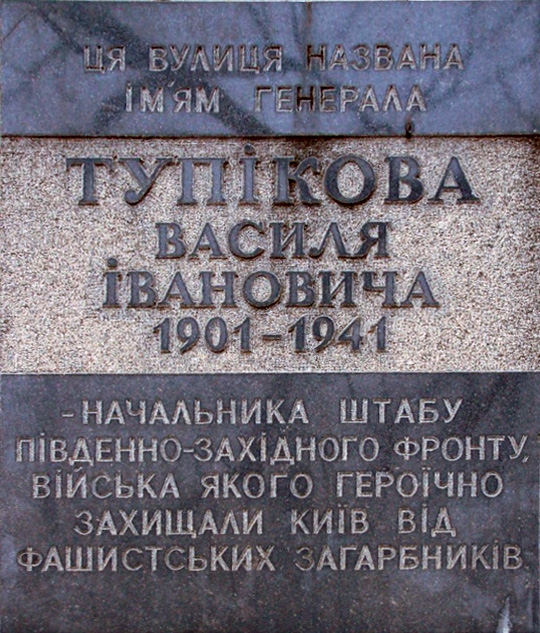
Bia tưởng niệm trên đường Tupikov ở Kiev

## Ký ức
Để vinh danh Thiếu tướng V.I. Tupikov, tên ông được đặt cho một đường phố ở Kiev và ở thành phố Lokhvytsia.

## Giải thưởng
- Huân chương Chiến tranh vệ quốc, hạng 1 (truy tặng).